# Scherma ai Giochi della XI Olimpiade
La scherma alle Olimpiadi estive del 1936 fu rappresentata da sette eventi.

## Eventi
| Arma     | Uomini      | Uomini    | Donne       | Donne     | Totale |
| Arma     | Individuale | A squadre | Individuale | A squadre | Totale |
| -------- | ----------- | --------- | ----------- | --------- | ------ |
| Spada    | ■           | ■         | N/D         | N/D       | 2      |
| Fioretto | ■           | ■         | ■           | N/D       | 3      |
| Sciabola | ■           | ■         | N/D         | N/D       | 2      |
| Totale   | 3           | 3         | 1           | 0         | 7      |

## Calendario
| Scherma ai Giochi della XI Olimpiade | Scherma ai Giochi della XI Olimpiade | Scherma ai Giochi della XI Olimpiade | Scherma ai Giochi della XI Olimpiade | Scherma ai Giochi della XI Olimpiade | Scherma ai Giochi della XI Olimpiade | Scherma ai Giochi della XI Olimpiade | Scherma ai Giochi della XI Olimpiade | Scherma ai Giochi della XI Olimpiade | Scherma ai Giochi della XI Olimpiade | Scherma ai Giochi della XI Olimpiade | Scherma ai Giochi della XI Olimpiade | Scherma ai Giochi della XI Olimpiade | Scherma ai Giochi della XI Olimpiade | Scherma ai Giochi della XI Olimpiade | Scherma ai Giochi della XI Olimpiade | Scherma ai Giochi della XI Olimpiade |
| Eventi / Giorni                      | Agosto 1936                          | Agosto 1936                          | Agosto 1936                          | Agosto 1936                          | Agosto 1936                          | Agosto 1936                          | Agosto 1936                          | Agosto 1936                          | Agosto 1936                          | Agosto 1936                          | Agosto 1936                          | Agosto 1936                          | Agosto 1936                          | Agosto 1936                          | Agosto 1936                          | Agosto 1936                          |
| Eventi / Giorni                      | 1                                    | 2                                    | 3                                    | 4                                    | 5                                    | 6                                    | 7                                    | 8                                    | 9                                    | 10                                   | 11                                   | 12                                   | 13                                   | 14                                   | 15                                   | 16                                   |
| ------------------------------------ | ------------------------------------ | ------------------------------------ | ------------------------------------ | ------------------------------------ | ------------------------------------ | ------------------------------------ | ------------------------------------ | ------------------------------------ | ------------------------------------ | ------------------------------------ | ------------------------------------ | ------------------------------------ | ------------------------------------ | ------------------------------------ | ------------------------------------ | ------------------------------------ |
| Fioretto individuale                 |                                      |                                      |                                      |                                      | Eliminatorie                         | Finale                               |                                      |                                      |                                      |                                      |                                      |                                      |                                      |                                      |                                      |                                      |
| Fioretto a squadre                   |                                      | Eliminatorie                         |                                      | Finale                               |                                      |                                      |                                      |                                      |                                      |                                      |                                      |                                      |                                      |                                      |                                      |                                      |
| Spada individuale                    |                                      |                                      |                                      |                                      |                                      |                                      |                                      |                                      | Eliminatorie                         | Eliminatorie                         | Finale                               |                                      |                                      |                                      |                                      |                                      |
| Spada a squadre                      |                                      |                                      |                                      |                                      |                                      |                                      | Eliminatorie                         | Finale                               |                                      |                                      |                                      |                                      |                                      |                                      |                                      |                                      |
| Sciabola individuale                 |                                      |                                      |                                      |                                      |                                      |                                      |                                      |                                      |                                      |                                      |                                      |                                      |                                      | Eliminatorie                         | Finale                               |                                      |
| Sciabola a squadre                   |                                      |                                      |                                      |                                      |                                      |                                      |                                      |                                      |                                      |                                      |                                      | Eliminatorie                         | Finale                               |                                      |                                      |                                      |
| Fioretto individuale                 |                                      |                                      |                                      | Eliminatorie                         | Finale                               |                                      |                                      |                                      |                                      |                                      |                                      |                                      |                                      |                                      |                                      |                                      |

|Eliminatorie|

## Podi

### Uomini
| Evento                          | Oro | Argento                                                                                        | Bronzo                                                                                             |
| Spada                           | |                                                                                                | |
| Spada individuale (dettagli)    | Franco Riccardi | Saverio Ragno                                                                                  | Giancarlo Cornaggia-Medici                                                                         |
| Spada a squadre (dettagli)      | Italia Edoardo Mangiarotti Giancarlo Cornaggia-Medici Saverio Ragno Franco Riccardi Giancarlo Brusati Alfredo Pezzana | Svezia Hans Granfelt Sven Thofelt Gustav Almgren Gustaf Dyrssen Hans Drakenberg Birger Cederin | Francia Philippe Cattiau Bernard Schmetz Georges Buchard Michel Pécheux Henri Dulieux Paul Wormser |
| Fioretto                        | |                                                                                                | |
| Fioretto individuale (dettagli) | Giulio Gaudini | Édouard Gardère                                                                                | Giorgio Bocchino                                                                                   |
| Fioretto a squadre (dettagli)   | Italia Manlio Di Rosa Giulio Gaudini Gioacchino Guaragna Gustavo Marzi Giorgio Bocchino Ciro Verratti                 | Francia André Gardère Édouard Gardère René Lemoine René Bondoux Jacques Coutrot René Bougnol   | Germania Siegfried Lerdon August Heim Julius Eisenecker Erwin Casmir Stefan Rosenbauer Otto Adam   |
| Sciabola                        | |                                                                                                | |
| Sciabola individuale (dettagli) | Endre Kabos | Gustavo Marzi                                                                                  | Aladár Gerevich                                                                                    |
| Sciabola a squadre (dettagli)   | Ungheria Aladár Gerevich Tibor Berczelly Pál Kovács Endre Kabos László Rajcsányi Imre Rajczy                          | Italia Giulio Gaudini Gustavo Marzi Aldo Masciotta Vincenzo Pinton Aldo Montano Athos Tanzini  | Germania Richard Wahl Julius Eisenecker Erwin Casmir August Heim Hans Esser Hans Jörger            |

### Donne
| Evento                          | Oro        | Argento      | Bronzo      |
| Spada                           |            |              |             |
| Fioretto individuale (dettagli) | Ilona Elek | Helene Mayer | Ellen Preis |

## Medagliere
| Posizione | Paese    |   |   |   | Totale |
| --------- | -------- | - | - | - | ------ |
| 1         | Italia   | 4 | 3 | 2 | 9      |
| 2         | Ungheria | 3 | 0 | 1 | 4      |
| 3         | Francia  | 0 | 2 | 1 | 3      |
| 4         | Germania | 0 | 1 | 2 | 3      |
| 5         | Svezia   | 0 | 1 | 0 | 1      |
| 6         | Austria  | 0 | 0 | 1 | 1      |
| Totale    | Totale   | 7 | 7 | 7 | 21     |